# 小野朝信
小野 朝信（おの とものぶ /平賀 朝信〈ひらが とものぶ〉）は、平安時代末期の河内源氏の武将。父は平賀義信。

## 生涯
平賀三郎小野冠者右衛門太夫。生年不明。父義信の故を以て頼朝公の名前の一字を賜った。
1189年（文治5年）、奥州藤原泰衡征伐（衣川の戦い）の際、父義信とともに千騎をあずかる。
度々武功を顕し武蔵国小野庄を賜る。地名を以て小野冠者を名乗ったとされる。
奥州下向の際、無紋の旗を用いていたところ頼朝公曰く「無紋の旗は、大将の他は用いることを許さない。」と言われ、頼朝公より軍扇を賜り、直接旗に結び付ける。以降家紋を五本骨の扇とした。